# FKファケル・ヴォロネジ
フトボリヌィイ・クループ・ファケル・ヴォロネジ（ロシア語: Футбольный клуб Факел Воронеж）は、ロシアのヴォロネジをホームタウンとするサッカークラブである。

## 歴史
クラブは1947年にVASOヴォロネジ工場のスポーツ団体クルィリヤ・ソヴェトフによって、コマンダ・スタリンスコゴ・ライオナの名前で創設された。1954年からソビエト連邦サッカーリーグのクラスBに所属し、1961年に最上位リーグのクラスAでデビューを果たしたが、1シーズンで降格した。1954年から1958年まではクルィリヤ・ソヴェトフ、1959年から1976年まではトルトの名前で活動し、1977年にファケルに改称された。1984年にファーストリーグで優勝、USSRカップでもスパルタク・モスクワを破り、過去最高の準決勝に進出した。1985年は1961年以来となる最上位リーグに所属したが、再び1シーズンで降格した。
ソビエト連邦の崩壊後、1992年6月にファケルからファケル＝プロフュスに改称されたが、同年11月にファケルに戻った。1992年はロシア最上位リーグのロシア・トップリーグ 1992に所属したが、1シーズンで降格した。1997年、2000年、2001年にも最上位リーグに所属した。2002年にクラブの新首脳陣によりヴォロネジに改称されたが、サポーターの抗議を受けてすぐにファケル＝ヴォロネジに改称された。2004年にファケルに改称された。
2007年2月26日、ファケルはプロフェッショナル・フットボールリーグのメンバーから除外された。
2009年、セカンドディビジョン中央地域に所属していたディナモ＝ヴォロネジがファケル＝ヴォロネジに改称した。同年8月、ファケル＝ヴォロネジはプロフェッショナル・フットボールリーグから除外された。同年12月、リーグから撤退したファケル＝ヴォロネジに代わり、新しく創設されるファケルが2010年のセカンドディビジョン中央地域に参加することが発表された。
2011年、プレミアリーグ所属のサトゥルン・ラメンスコーエがリーグから撤退したため、代わりにフットボール・ナショナルリーグ所属のクラスノダールがプレミアリーグに昇格し、セカンドディビジョン所属のファケルがフットボール・ナショナルリーグに昇格した。2011-12シーズンはロシア・カップ準々決勝に進出した一方で、リーグ戦は19位に終わり、セカンドディビジョンに降格した。
2014-15シーズンのプロフェッショナル・フットボールリーグ中央地域で無敗優勝し、フットボール・ナショナルリーグに昇格した。

## 獲得タイトル
- ロシア・セカンドディビジョン：3回
  - 1994, 2004, 2014-15
- ソビエト連邦ファーストリーグ：1回
  - 1984

## 歴代所属選手
- アレクサンドル・ボロデュク 1979
- ヴァレリー・カルピン 1989
- イヴァン・サエンコ 2002
- ロマン・ヴォロビオフ 2005
- ウラディーミル・シシェロフ 2011
- エドガラス・ヤンカウスカス 2011
- アルセニー・ロガショフ 2011
- リュボミール・カントニストフ 2011-2013
- アンドレイ・アコピャンツ 2011-2012
- ユリス・ライザンス 2011-2012